# Gunilla von Post
Karin Adèle Gunilla von Post, född 10 juli 1932 i Engelbrekts församling, Stockholm, död 14 oktober 2011 i Palm Beach, Florida, USA, var en svensk kvinna, som 1953–1955 hade ett romantiskt förhållande med John F. Kennedy, senare amerikansk president.

## Biografi
Gunilla von Post var dotter till kaptenen och försäkringsdirektören Olof von Post och hans andra hustru Brita Elmér. Hon tillhörde den äldre adopterade grenen av den svenska ätten von Post, där endast huvudmannen är adlig.
Efter avslutad skolgång i Sverige studerade Gunilla von Post hotell- och restaurangdrift i Schweiz och språk i England, Tyskland och Frankrike. Hon träffade Kennedy 1953 i Antibes på franska rivieran. Denne var då vid 36 års ålder senator för Massachusetts och skulle några månader senare gifta sig med Jacqueline Bouvier. Kontakten mellan Kennedy och Gunilla von Post upprätthölls sedan i huvudsak per brev, men Kennedy besökte henne i Båstad 1955 och bjöds då på svensk kräftskiva.
När Gunilla von Post gifte sig med den svenske godsägaren och industrimannen Anders Ekman, beklagade Kennedy detta i ett brev från 1956. Sista gången de råkades var vid en fest 1958 på Waldorf Astoria New York,  där båda deltog med sina makar, och då Gunilla von Post väntade sitt första barn.
Anders Ekman avled efter fyra  års äktenskap, och Gunilla von Post var senare gift med amerikanen H. Wisner Miller, Jr. Hon hade två barn i vardera äktenskapet.
Hennes förhållande med John F. Kennedy är känt dels genom hennes egen berättelse i en spökskriven bok från 1997, dels genom brev från Kennedy till henne, som 2010 och 2021 utbjudits till försäljning.